# 重力サーベル
重カサーベル（じゅうりょくサーベル、Gravity saber）は、松本零士のSFマンガとそれを原作としたアニメ作品などに登場する架空の武器。

## 概要
全長約1メートルで通常のサーベルと同様に、白兵戦用の武器として使用する。相手をこれで突いて倒した場合、突いて穴が空いたところから煙が立つ描写が劇中にある。
グリップにトリガーがついているタイプは、サーベル銃と呼ばれビームガンとしても使用可能である。なお火力ではコスモドラグーン（戦士の銃）にやや劣ると言われる。
『宇宙海賊キャプテンハーロック』、『クイーン・エメラルダス』、『銀河鉄道999』などのアニメ版においては、この重力サーベルによる剣戟が見せ場の一つとなっており、『ハーロック』アニメ版の最終回の一話手前の第41話では、重力サーベルを持つハーロックとビームを発射する剣を用いた女王ラフレシアによる一騎討ちが行われた。
なぜ「重力」とついているのかは説明されていないが、漫画『クイーン・エメラルダス』では駆け出しの頃のエメラルダスが『クイーン・エメラルダス号』を入手する経緯が描かれており、それによると、当時のエメラルダスが不時着した惑星『ジュラ』の砂漠に広がる砂はさまざまな金属を次々と分解していく性質を持っており、不時着した際に乗っていたエメラルダスの元の船さえ分解したほどであったが、超金属コーティングされた重力サーベル（と硬化テクタイトで出来た短剣の2つだけ）がこの驚異的な金属分解力を持つ砂に耐え抜いたことが語られており、この「超金属コーティング」が「重力」の意味と関連しているとみられる。

## 構造・デザイン
「サーベル」といわれるように護拳がついているが、刀身（銃身）は細長いパイプ状で刃らしきものはない。刀身の中央あたりには、接栓のような形をした円筒状のリングがある。銃として使用可能なタイプはグリップの形状が拳銃と同様のレイアウトとなっており、サーベルの護拳に拳銃のグリップをはめ込んだようなデザインとなっている。また、戦士の銃と同じくエネルギー開放弁がある。
2004年のアニメ『宇宙交響詩メーテル 銀河鉄道999外伝』では、メーテルは伸縮式のタイプを使用しており、普段は柄だけの状態で収納していた。
なお、プライズゲームの景品として立体化された重力サーベルの護拳の内側には、松本作品で定番の丸いメーターがついている。グリップの形状は十四年式拳銃に似たデザインとなっているが、トリガーガード（用心鉄）はない。

## 使用者
主にハーロックとエメラルダスがこの武器を使用している。『エメラルダス』ではトチローがこの武器を使用しており、本人曰く「重力サーベルは得意中の得意」とのこと。また、メーテルも『999』でクイーン・エメラルダス号内のアンドロイドと対決する「海賊船クイーン・エメラルダス」、偽ハーロックと対決する「時間城の海賊」などのエピソードのほか、『宇宙交響詩メーテル』を見る限り、かなりの腕前である。
『ハーロック』アニメ版では敵艦や宇宙船の内部へ侵入する際、アルカディア号の乗員は宇宙服を着用のうえ腰に重力サーベルを吊るしていることもある。またアニメ版第20話では、故郷のジュラ星を滅ぼされたミーメが、自分の星を滅ぼした異星人・マゾーンのジョジベルとの決闘にてハーロックから彼の重力サーベルを借りて使用している。
勢力や地域によってはポピュラーな武器となっており、『999』TV版102話では停車駅「聖女王の反乱星」において、ハチから進化した種族のミツバチ族とスズメバチ族が使用している。ただし、銃として使用する場面はない。
『999』劇場版第1作では、終着駅・惑星メーテルにてメーテルを迎えに来た機械近衛兵の隊長が腰に重力サーベルを吊るしており、機械帝国では軍刀として用いる者もいる。また、『宇宙交響詩メーテル』ではプロメシュームもメーテルとエメラルダスを相手にこの武器を使用した。
アニメ『わが青春のアルカディア 無限軌道SSX』では、太陽系連合時代のハーロックの戦友でイルミダス側のサイボーグとなったL・レオタードが使用している。

## 主な登場作品
宇宙海賊としてハーロックが登場する作品やエメラルダスが登場する作品の多くに、その武装として登場している。
- 漫画
  - 宇宙海賊キャプテンハーロック
  - クイーン・エメラルダス
  - 銀河鉄道999
  - ニーベルングの指環

- アニメ　※漫画作品を映像化したものは除く。
  - わが青春のアルカディア
  - わが青春のアルカディア 無限軌道SSX
  - メーテルレジェンド
  - 宇宙交響詩メーテル 銀河鉄道999外伝
  - SPACE PIRATE CAPTAIN HERLOCK
  - キャプテンハーロック -SPACE PIRATE CAPTAIN HARLOCK-

## 立体化
『ハーロック』アニメ版放映時には、タカトクトイスからなりきり玩具で効果音を発するものが発売された。その後も立体化されており、2008年8月下旬には『999』劇場版関連のグッズとして、タイトーからハーロックの1/1重力サーベルがプライズゲームの景品として登場した。円筒状のリングの部分で刀身を繋ぎ合わせる組み立て式である。実寸大サイズと銘打ってはいるが、全長約80センチ程度で設定より20センチほど短く、グリップ回りも大人が手にするには若干小さめのサイズとなっている。2009年2月にはエメラルダスの重力サーベルも登場した。
また『月刊ホビージャパン』1980年11月号に1/1の作例が掲載されたこともある。

## 補足
- 『宇宙交響詩メーテル』では、これを振るうと映画『スター・ウォーズ』に登場する武器・ライトセーバーに似た動作音のエフェクトが追加されている。
- 2013年公開のCGアニメ映画『キャプテンハーロック』と株式会社モンテローザのコラボレーションでは、同社が経営する「白木屋」「笑笑」の各店舗で映画をイメージした料理として、同年9月5日から12月4日まで、ガーリックトーストのバジルチーズソース添えを「重力サーベルガーリックトースト」の名称で販売していた[7]。